# Stazione di Adrano Cappellone
Stazione di Adrano Cappellone vasútállomás Olaszországban, Adrano településen.

## Vasútvonalak
Az állomást az alábbi vasútvonalak érintik:
- Ferrovia Circumetnea

## Kapcsolódó állomások
A vasútállomáshoz az alábbi állomások vannak a legközelebb:
- Biancavilla Pozzillo railway station
- Stazione di Adrano Centro